# Francheville (Eure)
Francheville – miejscowość i dawna gmina we Francji, w regionie Normandia, w departamencie Eure. W 2013 roku populacja gminy wynosiła 1297 mieszkańców.
W dniu 1 stycznia 2017 roku z połączenia dwóch ówczesnych gmin – Francheville oraz Verneuil-sur-Avre – utworzono nową gminę Verneuil-d’Avre-et-d’Iton. Siedzibą gminy została miejscowość Verneuil-sur-Avre.